# OSS iPedia
OSS iPediaは、情報処理推進機構(IPA)により運営されているオープンソース情報データベースである。オープンソースソフトウェア(OSS)を使ったシステム構築事例、性能・信頼性の評価結果と考察を含むレポート、用語集、Q&Aなどが提供されている。システムとしては、部分的にMediaWikiを使用していた。
OSS iPediaに登録される情報は、オープンソース利用者、システムインテグレータ、ハードウエアベンダー等が投稿し、情報処理推進機構内に設けられた審査委員会により査読後、登録されるしくみとなっている。
2013年5月17日に運用を終了した。